# Buissoncourt
Buissoncourt is een gemeente in het Franse departement Meurthe-et-Moselle in de regio Grand Est. De plaats maakt deel uit van het arrondissement Nancy. Buissoncourt telde op 1 januari 2022 258 inwoners.

## Geschiedenis
De gemeente maakte voor 2015 deel uit van het kanton Tomblaine. Toen het kanton op 22 maart 2015 werd opgeheven werd Buissoncourt opgenomen in het op die dag gevormde kanton Le Grand Couronné.

## Geografie
De oppervlakte van Buissoncourt bedraagt 6,91 vierkante kilometer; Op 1 januari 2022 was de bevolkingsdichtheid 37,3 inwoners per km².
De onderstaande kaart toont de ligging van Buissoncourt met de belangrijkste infrastructuur en aangrenzende gemeenten.

## Demografie
Onderstaande figuur toont het verloop van het inwonertal.
Agincourt · Amance · Art-sur-Meurthe · Bouxières-aux-Chênes · Buissoncourt · Cerville · Champenoux · Dommartin-sous-Amance · Erbéviller-sur-Amezule · Eulmont · Gellenoncourt · Haraucourt · Laître-sous-Amance · Laneuvelotte · Laneuveville-devant-Nancy · Lenoncourt · Mazerulles · Moncel-sur-Seille · Pulnoy · Réméréville · Saulxures-lès-Nancy · Seichamps · Sornéville · Velaine-sous-Amance